# Campeonato de Tercera División 1954 (Argentina)
El Campeonato de Tercera de División 1954, conocido como Tercera de Ascenso 1954,  fue la decimoctava edición de este torneo y la cuarta como cuarta categoría del fútbol argentino, por lo que se la considera como antecesora de la actual Primera D. 
Debido a la reestructuración planteada por la AFA, para los torneos de ascenso en 1950, se creó un cuarto nivel de competencia, que se denominó Tercera de Ascenso.
Del torneo jugado en 1954, participaron 7 equipos, que jugaron a tres ruedas todos contra todos, un total de 21 encuentros.
De los 7 equipos de 1953 no estaba Deportivo Riestra que había ganado el torneo, y se dio afiliación a Sacachispas, que justamente fue el ganador del torneo y logró el ascenso a la Primera Amateur.

## Ascensos y afiliados
| Pos. | Equipos ascendidos a la Segunda División 1954 |
| ---- | --------------------------------------------- |
| 1.º  | Deportivo Riestra                             |

| Equipos afiliados |
| ----------------- |
| Sacachispas       |

## Equipos participantes
| Equipo              | Localidad       |
| ------------------- | --------------- |
| Arsenal             | Llavallol       |
| Central Argentino   | Villa Ballester |
| Deportivo Morón     | Morón           |
| Deportivo San Justo | San Justo       |
| Juventud de Bernal  | Bernal          |
| Macabi              | Balvanera       |
| Sacachispas         | Villa Soldati   |

## Tabla de posiciones final
| Pos. | Equipo               | Pts. | PJ | PG | PE | PP | GF | GC | Dif. |
| ---- | -------------------- | ---- | -- | -- | -- | -- | -- | -- | ---- |
| 01.º | Sacachispas          | 29   | 18 | 14 | 1  | 3  | 60 | 23 | 37   |
| 02.º | Juventud de Bernal   | 23   | 18 | 11 | 1  | 6  | 41 | 30 | 11   |
| 03.º | Deportivo Morón      | 23   | 18 | 9  | 5  | 4  | 45 | 37 | 8    |
| 04.º | Central Argentino    | 19   | 18 | 7  | 5  | 6  | 27 | 30 | −3   |
| 05.º | Arsenal de Llavallol | 17   | 18 | 7  | 3  | 8  | 39 | 27 | 12   |
| 06.º | Macabi               | 10   | 18 | 3  | 4  | 11 | 27 | 54 | −27  |
| 07.º | Deportivo San Justo  | 4    | 18 | 1  | 2  | 15 | 22 | 65 | −43  |

|  | Campeón y ascenso a la Primera Amateur. |
|  | Ascenso a la Primera Amateur.           |

## Resultados
| Deportivo Morón      | 2 - 1 | Juventud de Bernal  | Morón           |
| Arsenal de Llavallol | 5 - 0 | Deportivo San Justo | Llavallol       |
| Central Argentino    | 0 - 0 | Sacachispas         | Villa Ballester |
| Libre: Macabi        |       |                     |                 |

| Sacachispas              | 0 - 3 | Arsenal de Llavallol | Villa Soldati |
| Deportivo San Justo      | 1 - 2 | Deportivo Morón      | San Justo     |
| Juventud de Bernal       | 2 - 1 | Macabi               | Bernal        |
| Libre: Central Argentino |       |                      |               |

| Macabi                    | 2 - 2 | Deportivo San Justo | Balvanera |
| Deportivo Morón           | 1 - 3 | Sacachispas         | Morón     |
| Arsenal de Llavallol      | 0 - 0 | Central Argentino   | Morón     |
| Libre: Juventud de Bernal |       |                     |           |

| Central Argentino           | 2 - 2 | Deportivo Morón    | Villa Ballester |
| Sacachispas                 | 6 - 0 | Macabi             | Villa Soldati   |
| Deportivo San Justo         | 1 - 2 | Juventud de Bernal | San Justo       |
| Libre: Arsenal de Llavallol |       |                    |                 |

| Juventud de Bernal         | 2 - 0 | Sacachispas          | Bernal    |
| Macabi                     | 1 - 1 | Central Argentino    | Balvanera |
| Deportivo Morón            | 2 - 1 | Arsenal de Llavallol | Morón     |
| Libre: Deportivo San Justo |       |                      |           |

| Arsenal de Llavallol   | 3 - 1 | Macabi              | Llavallol       |
| Central Argentino      | 0 - 1 | Juventud de Bernal  | Villa Ballester |
| Sacachispas            | 2 - 0 | Deportivo San Justo | Villa Soldati   |
| Libre: Deportivo Morón |       |                     |                 |

| Deportivo San Justo | 2 - 0 | Central Argentino    | San Justo |
| Juventud de Bernal  | 3 - 1 | Arsenal de Llavallol | Bernal    |
| Macabi              | 1 - 5 | Deportivo Morón      | Balvanera |
| Libre: Sacachispas  |       |                      |           |

| Juventud de Bernal  | 3 - 3 | Deportivo Morón      | Bernal        |
| Deportivo San Justo | 0 - 2 | Arsenal de Llavallol | San Justo     |
| Sacachispas         | 4 - 2 | Central Argentino    | Villa Soldati |
| Libre: Macabi       |       |                      |               |

| Arsenal de Llavallol     | 3 - 5 | Sacachispas         | Llavallol    |
| Deportivo Morón          | 1 - 0 | Deportivo San Justo | Villa Crespo |
| Macabi                   | 4 - 3 | Juventud de Bernal  | Villa Crespo |
| Libre: Central Argentino |       |                     |              |

| Deportivo San Justo       | 2 - 4 | Macabi               | San Justo       |
| Sacachispas               | 6 - 1 | Deportivo Morón      | Villa Soldati   |
| Central Argentino         | 1 - 0 | Arsenal de Llavallol | Villa Ballester |
| Libre: Juventud de Bernal |       |                      |                 |

| Deportivo Morón             | 2 - 2 | Central Argentino   | Morón        |
| Macabi                      | 1 - 3 | Sacachispas         | Villa Crespo |
| Juventud de Bernal          | 6 - 0 | Deportivo San Justo | Llavallol    |
| Libre: Arsenal de Llavallol |       |                     |              |

| Sacachispas                | 5 - 1 | Juventud de Bernal | Villa Soldati   |
| Central Argentino          | 2 - 1 | Macabi             | Villa Ballester |
| Arsenal de Llavallol       | 1 - 2 | Deportivo Morón    | Morón           |
| Libre: Deportivo San Justo |       |                    |                 |

| Macabi                 | 2 - 2 | Arsenal de Llavallol | Villa Crespo |
| Juventud de Bernal     | 3 - 1 | Central Argentino    | Bernal       |
| Deportivo San Justo    | 3 - 5 | Sacachispas          | San Justo    |
| Libre: Deportivo Morón |       |                      |              |

| Central Argentino    | 5 - 0 | Deportivo San Justo | Villa Ballester |
| Arsenal de Llavallol | 2 - 3 | Juventud de Bernal  | Llavallol       |
| Deportivo Morón      | 4 - 0 | Macabi              | Morón           |
| Libre: Sacachispas   |       |                     |                 |

| Deportivo Morón      | 3 - 2 | Juventud de Bernal  | Neutral |
| Arsenal de Llavallol | 3 - 0 | Deportivo San Justo | Neutral |
| Central Argentino    | 0 - 3 | Sacachispas         | Neutral |
| Libre: Macabi        |       |                     |         |

| Sacachispas              | 3 - 0 | Arsenal de Llavallol | Neutral |
| Deportivo San Justo      | 3 - 6 | Deportivo Morón      | Neutral |
| Juventud de Bernal       | 2 - 0 | Macabi               | Neutral |
| Libre: Central Argentino |       |                      |         |

| Macabi                    | 3 - 3 | Deportivo San Justo | Neutral |
| Deportivo Morón           | 1 - 3 | Sacachispas         | Neutral |
| Arsenal de Llavallol      | 5 - 0 | Central Argentino   | Neutral |
| Libre: Juventud de Bernal |       |                     |         |

| Central Argentino           | 4 - 0 | Deportivo Morón    | Neutral |
| Sacachispas                 | 3 - 1 | Macabi             | Neutral |
| Deportivo San Justo         | 3 - 2 | Juventud de Bernal | Neutral |
| Libre: Arsenal de Llavallol |       |                    |         |

| Juventud de Bernal         | 2 - 1 | Sacachispas          | Neutral |
| Macabi                     | 3 - 1 | Central Argentino    | Neutral |
| Deportivo Morón            | 3 - 3 | Arsenal de Llavallol | Neutral |
| Libre: Deportivo San Justo |       |                      |         |

| Arsenal de Llavallol   | 5 - 1 | Macabi              | Neutral |
| Central Argentino      | 3 - 2 | Juventud de Bernal  | Neutral |
| Sacachispas            | 8 - 2 | Deportivo San Justo | Neutral |
| Libre: Deportivo Morón |       |                     |         |

| Deportivo San Justo | 1 - 3 | Central Argentino    | Neutral |
| Juventud de Bernal  | 1 - 0 | Arsenal de Llavallol | Neutral |
| Macabi              | 1 - 5 | Deportivo Morón      | Neutral |
| Libre: Sacachispas  |       |                      |         |